# TT2
La tombe thébaine TT 2 est située à Deir el-Médineh, dans la nécropole thébaine, sur la rive ouest du Nil, face à Louxor en Égypte.
C'est la sépulture de Khâbekhnet, serviteur dans la Place de Vérité et de sa famille durant le règne de Ramsès II.

## Cour
Plusieurs stèles apparaissent dans la cour. L'une représente Khabekhnet et son père Sennedjem agenouillés. Le texte comprend des hymnes à Rê. Une autre stèle montre la barque de Rê adorée par des babouins, tandis que dans un autre registre, le père et la famille de Khabekhnet apparaissent devant Horus. Un autre registre encore représente Khabekhnet et sa femme Sahte devant Ahmôsis Ier et la reine Ahmès-Néfertary,.

## Salle
La salle est décorée de scènes montrant Khâbekhnet et sa famille devant des divinités et des scènes funéraires. Le père Sennedjem s'agenouille devant le dieu Min et une déesse. Khonsou et sa femme sont représentés faisant une offrande à Senendjem et Iyneferti. Khâbekhnet offre des bougies à Min et à Isis.
Un autre mur montre des cérémonies dans le temple de Mout à Karnak ; ces scènes comprennent des images de barques et de criosphinx. Un autre registre montre un pèlerinage à Abydos. Une scène de pesée montre Khonsou, le frère de Khâbekhnet, conduit par Harsiesis et la femme de Khonsou par Anubis, ainsi qu'une procession funéraire accompagnée de pleureuses.
Dans quatre autres registres, Sennedjem et ses proches adorent la vache Hathor dans un sanctuaire, des personnes participent à un banquet, et le dernier registre montre une procession funéraire.

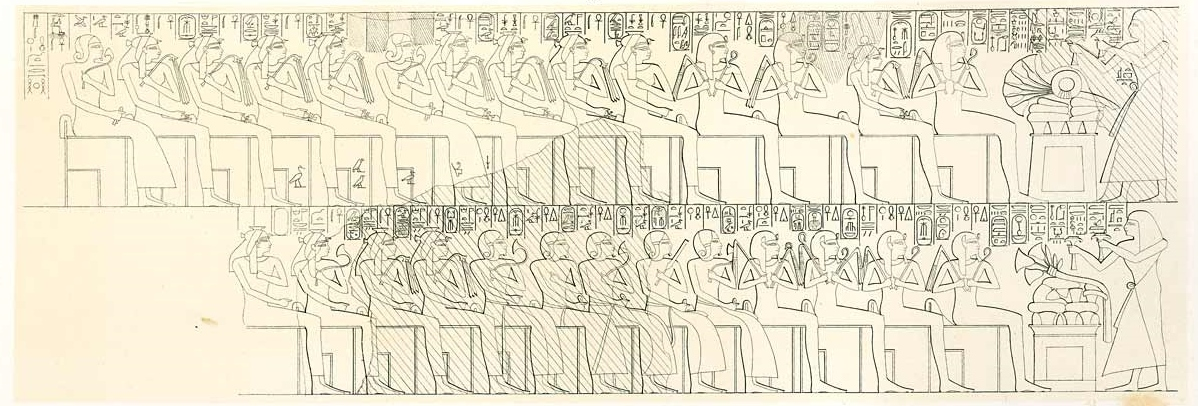
Khabekhnet précédant les rois et reines

La scène montrant Khâbekhnet faisant des offrandes devant deux rangées de rois et de reines se trouve actuellement au musée de Berlin (1625).
Partie supérieureLes cartouches énumèrent (de droite à gauche) :
- Djéserkarê (Nom de Nesout-bity d'Amenhotep Ier),
- Ahmès-Néfertary,
- Seqenenrê Tâa,
- Iâhhotep,
- Mérytamon, une sœur du roi,
- Satamon, fille du roi,
- un fils du roi (nom perdu),
- la Dame royale (nom perdu),
- la grande épouse du roi Henouttamehou,
- l'épouse du roi Toures,
- l'épouse du roi Ahmôsis Ier,
- Sipair, le fils du roi[3].

Partie inférieure
- Khâbekhnet fait une offre, avant Nebhepetrê (Nom de Nesout-bity lors de la deuxième partie de règne de Montouhotep II),
- Nebpéhtyrê (Nom de Nesout-bity d'Ahmôsis Ier),
- le roi Sekhentnebrê,
- Ouadjkheperrê Kames,
- un fils du roi Binpou,
- un fils du roi Ouadjmose,
- un fils du roi Ramose,
- un fils du roi Nebenkhourrou ( ? ),
- un fils du roi Ahmose,
- l'épouse du dieu Kamose,
- l'épouse du dieu Sit-ir-baou,
- l'épouse du dieu Ta-khered-qa,
- l'épouse du dieu (nom perdu)[3].